# 戈羅比伊夫卡 (米羅諾夫卡區)
49°50′15″N 31°2′3″E / 49.83750°N 31.03417°E
霍羅比伊夫卡（烏克蘭語：Горобіївка）是位於烏克蘭北部的村莊，由基辅州奧布希夫區的米羅尼夫卡市鎮負責管轄。該村始建於1600年，面積1.06平方公里，海拔高度154米，2001年人口166，人口密度每平方公里156.6人。